# Moka (Märjamaa)
Pour les articles homonymes, voir Moka.
Moka est un village estonien de la commune de Märjamaa situé dans le comté de Rapla.